# Satz von Cartan-Ambrose-Hicks
In der Mathematik ist der Satz von Cartan-Ambrose-Hicks ein Lehrsatz der Riemannschen Geometrie, dem zufolge Riemannsche Metriken lokal bereits durch den Riemannschen Krümmungstensor eindeutig festgelegt sind.
Der Satz ist nach Élie Cartan benannt, der die lokale Version bewies, und Warren Ambrose und dessen Doktoranden Noel Hicks. Ambrose  bewies 1956 eine globale Version.

## Vorbereitungen
Seien {\displaystyle M,N} zusammenhängende, vollständige Riemannsche Mannigfaltigkeiten, {\displaystyle x\in M,y\in N} und
{\displaystyle I:T_{x}M\rightarrow T_{y}N}
eine lineare Isometrie. Für hinreichend kleine {\displaystyle r>0} sind die Exponentialabbildungen
{\displaystyle \exp _{x}:B_{r}(x)\subset T_{x}M\rightarrow M,\exp _{y}:B_{r}(y)\subset T_{y}N\rightarrow N}
lokale Diffeomorphismen. Man definiert dann eine differenzierbare Abbildung {\displaystyle f:B_{r}(x)\rightarrow B_{r}(y)} durch
{\displaystyle f=\exp _{y}\circ I\circ \exp _{x}^{-1}}.
Für eine Geodäte {\displaystyle \gamma :\left[0,T\right]\rightarrow B_{r}(x)\subset M} mit {\displaystyle \gamma (0)=x} sei {\displaystyle P_{\gamma }} der (mittels des Levi-Civita-Zusammenhanges definierte) Paralleltransport entlang {\displaystyle \gamma }. Wir definieren dann
{\displaystyle I_{\gamma }=P_{f(\gamma )}\circ I\circ P_{\gamma }^{-1}:T_{\gamma (t)}M\rightarrow T_{f(\gamma (t))}N}
für {\displaystyle t\in \left[0,T\right]}.

## Satz von Cartan
Der ursprüngliche Satz von Cartan ist die lokale Version des Satzes von Cartan-Ambrose-Hicks. Er besagt, dass {\displaystyle f} genau dann eine (lokale) Isometrie ist, wenn für alle Geodäten {\displaystyle \gamma :\left[0,T\right]\rightarrow B_{r}(x)\subset M} mit {\displaystyle \gamma (0)=x} und alle {\displaystyle X,Y,Z\in T_{\gamma (T)}M} gilt:
{\displaystyle I_{\gamma }(R_{XY}Z)={\overline {R}}_{I_{\gamma }XI_{\gamma }Y}(I_{\gamma }Z)},
wobei {\displaystyle R,{\overline {R}}} die Riemannschen Krümmungstensoren von {\displaystyle M,N} sind.
Man beachte, dass {\displaystyle f} im Allgemeinen kein Diffeomorphismus, sondern nur eine lokal-isometrische Überlagerung sein muss. Jedoch muss {\displaystyle f} eine globale Isometrie sein, wenn {\displaystyle N} einfach zusammenhängend ist.

## Satz von Cartan-Ambrose-Hicks
Seien {\displaystyle M,N} zusammenhängende, vollständige Riemannsche Mannigfaltigkeiten, {\displaystyle M} einfach zusammenhängend. Seien {\displaystyle x\in M,y\in N} und
{\displaystyle I:T_{x}M\rightarrow T_{y}N}
eine lineare Isometrie. Für die Riemannschen Krümmungstensoren {\displaystyle R,{\overline {R}}} und alle in {\displaystyle x} beginnenden gebrochenen Geodäten {\displaystyle \gamma :\left[0,T\right]\rightarrow M} gelte
{\displaystyle I_{\gamma }(R_{XY}Z)={\overline {R}}_{I_{\gamma }XI_{\gamma }Y}(I_{\gamma }Z)}
für alle {\displaystyle X,Y,Z\in T_{\gamma (T)}M}.
Dann gilt: wenn zwei in {\displaystyle x} beginnende gebrochene Geodäten denselben Endpunkt haben, dann gilt das auch für die (unter {\displaystyle I_{\gamma }}) entsprechenden gebrochenen Geodäten in {\displaystyle N}. Man kann also eine Abbildung
{\displaystyle F:M\rightarrow N}
definieren, indem man Endpunkte gebrochener Geodäten auf die Endpunkte der entsprechenden Geodäten in {\displaystyle N} abbildet.
Die Abbildung {\displaystyle F:M\rightarrow N} ist eine lokal-isometrische Überlagerung.
Falls {\displaystyle N} ebenfalls einfach zusammenhängend ist, dann ist {\displaystyle F} eine Isometrie.

## Lokal symmetrische Räume
Eine Riemannsche Mannigfaltigkeit heißt lokal symmetrisch, falls der Riemannsche Krümmungstensor parallel ist:
{\displaystyle \nabla R=0}.
Eine einfach zusammenhängende Riemannsche Mannigfaltigkeit ist genau dann lokal symmetrisch, wenn sie ein Symmetrischer Raum ist.
Aus dem Satz von Cartan-Ambrose-Hicks ergibt sich:
Satz: Seien {\displaystyle M,N} zusammenhängende, vollständige, lokal symmetrische Riemannsche Mannigfaltigkeiten, {\displaystyle M} einfach zusammenhängend. Seien {\displaystyle x\in M,y\in N} und
{\displaystyle I:T_{x}M\rightarrow T_{y}N}
eine lineare Isometrie mit
{\displaystyle I(R_{XY}Z)={\overline {R}}_{I(X)I(Y)}I(Z)}
für die Riemannschen Krümmungstensoren {\displaystyle R,{\overline {R}}}.
Dann gibt es eine lokal isometrische Überlagerung
{\displaystyle F:M\rightarrow N}
mit {\displaystyle F(x)=y} und {\displaystyle D_{x}F=I}.
Als Korollar folgt, dass jeder vollständige lokalsymmetrische Raum von der Form {\displaystyle \Gamma \backslash M} für einen symmetrischen Raum {\displaystyle M} und eine diskrete Gruppe von Isometrien {\displaystyle \Gamma \subset Isom(M)} ist.

## Raumformen
Als Anwendung des Satzes von Cartan-Ambrose-Hicks ist insbesondere jede einfach zusammenhängende, vollständige Riemannsche Mannigfaltigkeit mit konstanter Schnittkrümmung {\displaystyle \in \left\{+1,0,-1\right\}} isometrisch zur Standard-Sphäre {\displaystyle S^{n}} bzw. dem euklidischen Raum {\displaystyle E^{n}} bzw. dem hyperbolischen Raum {\displaystyle \mathbb {H} ^{n}}.
Weiterhin gilt:
- jede vollständige Riemannsche Mannigfaltigkeit mit konstanter Schnittkrümmung {\displaystyle +1} ist von der Form {\displaystyle \Gamma \backslash S^{n}} für eine endliche Gruppe von Isometrien {\displaystyle \Gamma \subset Isom(S^{n})},
- jede vollständige Riemannsche Mannigfaltigkeit mit konstanter Schnittkrümmung {\displaystyle 0} ist von der Form {\displaystyle \Gamma \backslash E^{n}} für eine Bieberbachgruppe {\displaystyle \Gamma \subset Isom(E^{n})},
- jede vollständige Riemannsche Mannigfaltigkeit mit konstanter Schnittkrümmung {\displaystyle -1} ist von der Form {\displaystyle \Gamma \backslash \mathbb {H} ^{n}} für eine diskrete Gruppe von Isometrien {\displaystyle \Gamma \subset Isom(\mathbb {H} ^{n})}.